# Llista d'alcaldes de Palafrugell
La primera constància d'un govern municipal a Palafrugell és del segle xv, però no s'ha dut a terme cap investigació sobre les autoritats locals que permeti comptar amb una relació des d'aleshores fins a 1740. De 1740 a 1832 l'Arxiu Municipal de Palafrugell ha consultat la llista publicada per Ramir Medir a la Revista de Palafrugell (núm. 105, 106 i 107, de l'any 1970) a partir del fons de la Reial Audiència de Catalunya, de l'Arxiu de la Corona d'Aragó. De l'any 1832 en endavant la relació es segueix a l'estudi Els alcaldes de Palafrugell, de Mireia Vilardell (Premi Mestre Sagrera, 1994), realitzada a partir dels llibres d'actes del Ple de l'Ajuntament de Palafrugell, de l'Arxiu Municipal de Palafrugell.
Cal dir que la primera autoritat local és designada, entre 1740 i 1839, com a «bayle» (el batlle actual), i des de llavors com a alcalde. Els espais en blanc corresponen a anys en els quals no hi ha informació i en alguns casos no hi ha constància del segon cognom dels alcaldes. Per acabar, es constata que pel que fa a la documentació abans citada els noms de pila dels alcaldes es troben escrits en castellà, llevat dels períodes de 1931 a 1939 (Segona República Espanyola) i de 1979 fins a l'actualitat, en què la documentació oficial també és en català.
Informació actualitzada per un bot. Els canvis manuals es perdran quan s'actualitzi!
| Imatge | Nom                                   | Inici del mandat | Fi del mandat | Partit polític | Causa finalització | 16px \| link=\|Dades a Wikidata]] |
| ------ | ------------------------------------- | ---------------- | ------------- | --- | ------------------ | --------------------------------- |
|        | Joan Linares i Delhom                 | 01-01-1914       | 01-01-1916    | |                    | Modifica les dades a Wikidata     |
|        | Francesc Estrabau i Jubert            | 01-01-1895       | 01-01-1899    | |                    | Modifica les dades a Wikidata     |
|        | Francesc Estrabau i Jubert            | 01-01-1883       | 01-01-1885    | |                    | Modifica les dades a Wikidata     |
|        | Joan Baptista Mas i Casamada          | 01-01-1916       | 01-01-1917    | |                    | Modifica les dades a Wikidata     |
|        | Josep Barris i Buixó                  | 01-01-1868       | 01-01-1869    | |                    | Modifica les dades a Wikidata     |
|        | Juli Fernández i Iruela               | 11-06-2011       | 19-05-2017    | Partit dels Socialistes de Catalunya                                                                                 | moció de censura   | Modifica les dades a Wikidata     |
|        | Juli Fernández i Iruela               | 17-06-2023       | 08-10-2024    | Partit dels Socialistes de Catalunya                                                                                 |                    | Modifica les dades a Wikidata     |
|        | Josep Sagrera i Corominas             | 22-04-1931       | 01-01-1934    | Esquerra Republicana de Catalunya Partit Republicà Democràtic Federal                                                |                    | Modifica les dades a Wikidata     |
|        | Ramir Deulofeu i Quintana             | 04-09-1936       | 12-02-1939    | |                    | Modifica les dades a Wikidata     |
|        | Lluís Medir i Huerta                  | 23-05-1983       | 15-06-1991    | Partit Socialista Unificat de Catalunya Partit dels Socialistes de Catalunya L'Entesa Iniciativa per Catalunya Verds |                    | Modifica les dades a Wikidata     |
|        | Lluís Medir i Huerta                  | 14-06-2003       | 02-12-2009    | Partit Socialista Unificat de Catalunya Partit dels Socialistes de Catalunya L'Entesa Iniciativa per Catalunya Verds |                    | Modifica les dades a Wikidata     |
|        | Sergi Sabrià i Benito                 | 02-12-2009       | 11-06-2011    | Esquerra Republicana de Catalunya                                                                                    |                    | Modifica les dades a Wikidata     |
|        | Joan Miquel i Avellí                  | 17-03-1930       | 22-04-1931    | Lliga Regionalista de Catalunya                                                                                      |                    | Modifica les dades a Wikidata     |
|        | Joan Rutllant i Pibernat              | 16-04-1973       | 19-04-1979    | |                    | Modifica les dades a Wikidata     |
|        | Frederic Suñer i Casadevall           | 15-06-1991       | 14-06-2003    | Partit Socialista de Catalunya-Reagrupament Convergència Democràtica de Catalunya                                    |                    | Modifica les dades a Wikidata     |
|        | Rafael Bergonyós                      | 01-01-1743       | 01-01-1745    | |                    | Modifica les dades a Wikidata     |
|        | Albert Juanola i Boera                | 19-04-1979       | 23-05-1983    | |                    | Modifica les dades a Wikidata     |
|        | Joan Gich i Girbau                    | 21-10-1960       | 16-04-1973    | |                    | Modifica les dades a Wikidata     |
|        | Joan Cama i Serra                     | 22-12-1958       | 21-10-1960    | |                    | Modifica les dades a Wikidata     |
|        | Antoni Hernández-Villaescusa i Perxés | 17-05-1949       | 22-12-1958    | |                    | Modifica les dades a Wikidata     |
|        | Joaquim Feliu i Pagès                 | 23-02-1939       | 17-05-1949    | Lliga Regionalista de Catalunya                                                                                      |                    | Modifica les dades a Wikidata     |
|        | Martí Ristol i Marquès                | 12-02-1939       | 23-02-1939    | |                    | Modifica les dades a Wikidata     |
|        | Martí Jordi i Frigola                 | 20-02-1936       | 04-09-1936    | Esquerra Republicana de Catalunya Acció Catalana                                                                     |                    | Modifica les dades a Wikidata     |
|        | Martí Jordi i Frigola                 | 01-01-1934       | 01-01-1934    | Esquerra Republicana de Catalunya Acció Catalana                                                                     |                    | Modifica les dades a Wikidata     |
|        | Josep Girbau i Miquel                 | 01-01-1934       | 01-01-1936    | Lliga Regionalista de Catalunya                                                                                      |                    | Modifica les dades a Wikidata     |
|        | Pau Corominas i Rabassa               | 01-01-1934       | 01-01-1934    | |                    | Modifica les dades a Wikidata     |
|        | Josep Bertran i Migoia                | 18-03-1924       | 17-03-1930    | |                    | Modifica les dades a Wikidata     |
|        | Sebastià Dalmau i Jordi               | 06-02-1924       | 18-03-1924    | |                    | Modifica les dades a Wikidata     |
|        | Carles Serra i Galí                   | 05-10-1923       | 06-02-1924    | |                    | Modifica les dades a Wikidata     |
|        | Ramir Bofill i Bruguera               | 01-01-1922       | 01-01-1923    | |                    | Modifica les dades a Wikidata     |
|        | Josep Vergés i Barris                 | 01-01-1920       | 01-01-1922    | Centre Nacionalista Republicà Unió Federal Nacionalista Republicana                                                  |                    | Modifica les dades a Wikidata     |
|        | Josep Vergés i Barris                 | 01-01-1912       | 01-01-1914    | Centre Nacionalista Republicà Unió Federal Nacionalista Republicana                                                  |                    | Modifica les dades a Wikidata     |
|        | Miquel Grassot i Montserrat           | 01-01-1918       | 01-01-1920    | |                    | Modifica les dades a Wikidata     |
|        | Miquel Grassot i Montserrat           | 01-01-1907       | 01-01-1909    | |                    | Modifica les dades a Wikidata     |
|        | Gonçal Gallart i Mató                 | 01-01-1917       | 01-01-1918    | |                    | Modifica les dades a Wikidata     |
|        | Lluís Morató i Esteva                 | 01-01-1894       | 01-01-1895    | |                    | Modifica les dades a Wikidata     |
|        | Lluís Morató i Esteva                 | 01-01-1902       | 01-01-1906    | |                    | Modifica les dades a Wikidata     |
|        | Lluís Morató i Esteva                 | 01-01-1914       | 01-01-1914    | |                    | Modifica les dades a Wikidata     |
|        | Francesc Sagrera i Riera              | 01-01-1910       | 01-01-1912    | |                    | Modifica les dades a Wikidata     |
|        | Emili Plaja i Gallart                 | 01-01-1909       | 01-01-1910    | |                    | Modifica les dades a Wikidata     |
|        | Francesc Ferrer i Marquès             | 01-01-1906       | 01-01-1907    | |                    | Modifica les dades a Wikidata     |
|        | Joan Vergés i Barris                  | 01-01-1899       | 01-01-1902    | |                    | Modifica les dades a Wikidata     |
|        | Andreu Pascual i Mascarós             | 01-01-1747       | 01-01-1749    | |                    | Modifica les dades a Wikidata     |
|        | Marià Reixach                         | 01-01-1740       | 01-01-1743    | |                    | Modifica les dades a Wikidata     |
|        | Antoni Serra                          | 01-01-1745       | 01-01-1747    | |                    | Modifica les dades a Wikidata     |
|        | Fèlix Riera                           | 01-01-1749       | 01-01-1751    | |                    | Modifica les dades a Wikidata     |
|        | Fèlix Riera                           | 01-01-1761       | 01-01-1763    | |                    | Modifica les dades a Wikidata     |
|        | Miquel Ferrer                         | 01-01-1751       | 01-01-1753    | |                    | Modifica les dades a Wikidata     |
|        | Joan Grassot                          | 01-01-1753       | 01-01-1755    | |                    | Modifica les dades a Wikidata     |
|        | Joan Grassot                          | 01-01-1779       | 01-01-1781    | |                    | Modifica les dades a Wikidata     |
|        | Josep Dalmau                          | 01-01-1789       | 01-01-1791    | |                    | Modifica les dades a Wikidata     |
|        | Josep Dalmau                          | 01-01-1755       | 01-01-1757    | |                    | Modifica les dades a Wikidata     |
|        | Salvi Barrull                         | 01-01-1757       | 01-01-1761    | |                    | Modifica les dades a Wikidata     |
|        | Esteve Maranges i Pi                  | 01-01-1775       | 01-01-1777    | |                    | Modifica les dades a Wikidata     |
|        | Joan Capellà i Pla                    | 01-01-1777       | 01-01-1779    | |                    | Modifica les dades a Wikidata     |
|        | Martí Fina i Plana                    | 01-01-1781       | 01-01-1783    | |                    | Modifica les dades a Wikidata     |
|        | Miquel Pouplana i Brugarol            | 01-01-1783       | 01-01-1785    | |                    | Modifica les dades a Wikidata     |
|        | Joan Roig i Silvestre                 | 01-01-1785       | 01-01-1787    | |                    | Modifica les dades a Wikidata     |
|        | Silvestre Riera                       | 01-01-1787       | 01-01-1789    | |                    | Modifica les dades a Wikidata     |
|        | Marià Parella                         | 01-01-1791       | 01-01-1793    | |                    | Modifica les dades a Wikidata     |
|        | Francesc Batlle                       | 01-01-1793       | 01-01-1795    | |                    | Modifica les dades a Wikidata     |
|        | Josep Marquès                         | 01-01-1797       | 01-01-1799    | |                    | Modifica les dades a Wikidata     |
|        | Josep Marquès                         | 01-01-1861       | 01-01-1863    | |                    | Modifica les dades a Wikidata     |
|        | Pere Sallas                           | 01-01-1799       | 01-01-1801    | |                    | Modifica les dades a Wikidata     |
|        | Sebastià Serra i Ferrer               | 01-01-1801       | 01-01-1803    | |                    | Modifica les dades a Wikidata     |
|        | Joan Mascort                          | 01-01-1803       | 01-01-1805    | |                    | Modifica les dades a Wikidata     |
|        | Pere Jonama                           | 01-01-1815       | 01-01-1817    | |                    | Modifica les dades a Wikidata     |
|        | Francesc Grassot                      | 01-01-1817       | 01-01-1819    | |                    | Modifica les dades a Wikidata     |
|        | Josep Negre                           | 01-01-1828       | 01-01-1829    | |                    | Modifica les dades a Wikidata     |
|        | Josep Negre                           | 01-01-1819       | 01-01-1824    | |                    | Modifica les dades a Wikidata     |
|        | Josep Serra                           | 01-01-1825       | 01-01-1826    | |                    | Modifica les dades a Wikidata     |
|        | Joan Esteva                           | 01-01-1826       | 01-01-1827    | |                    | Modifica les dades a Wikidata     |
|        | Joan Esteva                           | 01-01-1839       | 01-01-1840    | |                    | Modifica les dades a Wikidata     |
|        | Martí Serra i Pi                      | 01-01-1842       | 01-01-1843    | |                    | Modifica les dades a Wikidata     |
|        | Martí Serra i Pi                      | 01-01-1827       | 01-01-1828    | |                    | Modifica les dades a Wikidata     |
|        | Martí Serra i Pi                      | 01-01-1856       | 01-01-1856    | |                    | Modifica les dades a Wikidata     |
|        | Pere Prats                            | 01-01-1852       | 01-01-1854    | |                    | Modifica les dades a Wikidata     |
|        | Pere Prats                            | 01-01-1844       | 01-01-1846    | |                    | Modifica les dades a Wikidata     |
|        | Pere Prats                            | 01-01-1832       | 01-01-1834    | |                    | Modifica les dades a Wikidata     |
|        | Pere Prats                            | 01-01-1829       | 01-01-1830    | |                    | Modifica les dades a Wikidata     |
|        | Pere Prats                            | 01-01-1856       | 01-01-1857    | |                    | Modifica les dades a Wikidata     |
|        | Josep Fina i Plana                    | 01-01-1835       | 01-01-1838    | |                    | Modifica les dades a Wikidata     |
|        | Josep Fina i Plana                    | 01-01-1830       | 01-01-1831    | |                    | Modifica les dades a Wikidata     |
|        | Antoni Riera i Grassot                | 01-01-1838       | 01-01-1839    | |                    | Modifica les dades a Wikidata     |
|        | Antoni Riera i Grassot                | 01-01-1834       | 01-01-1835    | |                    | Modifica les dades a Wikidata     |
|        | Joan Frigola                          | 01-01-1840       | 01-01-1841    | |                    | Modifica les dades a Wikidata     |
|        | Joaquim Roig i Casanovas              | 01-01-1841       | 01-01-1842    | |                    | Modifica les dades a Wikidata     |
|        | Pere Jubert                           | 01-01-1843       | 01-01-1844    | |                    | Modifica les dades a Wikidata     |
|        | Francesc Bonet i Miguel               | 01-01-1846       | 01-01-1848    | |                    | Modifica les dades a Wikidata     |
|        | Joan Reig i Feliu                     | 01-01-1848       | 01-01-1850    | |                    | Modifica les dades a Wikidata     |
|        | Francesc d'Assís Riera                | 01-01-1850       | 01-01-1852    | |                    | Modifica les dades a Wikidata     |
|        | Antoni Plaja i Cornell                | 01-01-1854       | 01-01-1856    | |                    | Modifica les dades a Wikidata     |
|        | Antoni Plaja i Cornell                | 01-01-1863       | 01-01-1867    | |                    | Modifica les dades a Wikidata     |
|        | Antoni Plaja i Cornell                | 01-01-1874       | 01-01-1876    | |                    | Modifica les dades a Wikidata     |
|        | Pere Reig i Salom                     | 01-01-1857       | 01-01-1859    | |                    | Modifica les dades a Wikidata     |
|        | Benet Boera                           | 01-01-1859       | 01-01-1861    | |                    | Modifica les dades a Wikidata     |
|        | Francesc Riera                        | 01-01-1867       | 01-01-1868    | |                    | Modifica les dades a Wikidata     |
|        | Martí Serra i Bofill                  | 01-01-1869       | 01-01-1869    | |                    | Modifica les dades a Wikidata     |
|        | Narcís Olivós i Gallart               | 01-01-1869       | 01-01-1869    | |                    | Modifica les dades a Wikidata     |
|        | Narcís Olivós i Gallart               | 01-01-1870       | 01-01-1872    | |                    | Modifica les dades a Wikidata     |
|        | Francesc Prats i Sagrera              | 01-01-1869       | 01-01-1869    | |                    | Modifica les dades a Wikidata     |
|        | Joaquim Avellí i Llavià               | 01-01-1869       | 01-01-1870    | |                    | Modifica les dades a Wikidata     |
|        | Pere Prats i Corominas                | 01-01-1872       | 01-01-1873    | |                    | Modifica les dades a Wikidata     |
|        | Martí Maria i Casadevall              | 01-01-1890       | 01-01-1891    | |                    | Modifica les dades a Wikidata     |
|        | Martí Maria i Casadevall              | 01-01-1873       | 01-01-1874    | |                    | Modifica les dades a Wikidata     |
|        | Martí Roig i Ferrer                   | 01-01-1876       | 01-01-1877    | |                    | Modifica les dades a Wikidata     |
|        | Martí Roig i Ferrer                   | 01-01-1874       | 01-01-1874    | |                    | Modifica les dades a Wikidata     |
|        | Josep Jonama                          | 01-01-1876       | 01-01-1876    | |                    | Modifica les dades a Wikidata     |
|        | Francesc Montserrat i Capella         | 01-01-1877       | 01-01-1879    | |                    | Modifica les dades a Wikidata     |
|        | Francesc Deulofeu i Solana            | 01-01-1879       | 01-01-1881    | |                    | Modifica les dades a Wikidata     |
|        | Martí Noguer                          | 01-01-1881       | 01-01-1883    | |                    | Modifica les dades a Wikidata     |
|        | Josep Sagrera i Marquès               | 01-01-1885       | 01-01-1887    | |                    | Modifica les dades a Wikidata     |
|        | Pere Tauler i Girbal                  | 01-01-1887       | 01-01-1890    | |                    | Modifica les dades a Wikidata     |
|        | Miquel Puig i Roig                    | 01-01-1891       | 01-01-1894    | |                    | Modifica les dades a Wikidata     |
|        | Josep Piferrer i Puig                 | 19-05-2017       | 28-05-2022    | Esquerra Republicana de Catalunya                                                                                    |                    | Modifica les dades a Wikidata     |
|        | Joan Vigas Bonany                     | 28-05-2022       | 17-06-2023    | |                    | Modifica les dades a Wikidata     |
|        | Laura Millán Morales                  | 08-10-2024       |               | Partit dels Socialistes de Catalunya                                                                                 |                    | Modifica les dades a Wikidata     |